# Les Somnambules (film, 2019)
Pour les articles homonymes, voir Les Somnambules (homonymie).
Pour plus de détails, voir Fiche technique et Distribution.
Les Somnambules (Los sonámbulos) est un film argentin réalisé par Paula Hernández, sorti en 2019.

## Synopsis
Des tensions naissent entre une mère et sa fille à l'occasion d'un voyage en Argentine.

## Fiche technique
- Titre : Les Somnambules
- Titre original : Los sonámbulos
- Réalisation : Paula Hernández
- Scénario : Paula Hernández
- Musique : Pedro Onetto
- Photographie : Iván Gierasinchuk
- Montage : Rosario Suárez
- Production : Paula Hernández
- Société de production : Oriental Films, Programa Ibermedia, Tarea Fina et Visions Sud Est
- Société de distribution : Bodega Films (France)
- Pays :  Argentine et  Uruguay
- Genre : Drame
- Durée : 107 minutes
- Dates de sortie : 
  -  Argentine : 21 novembre 2019
  -  France : 14 septembre 2022

## Distribution
- Érica Rivas : Luisa
- Ornella D'Elía : Ana
- Marilú Marini : Memé
- Luis Ziembrowski : Emilio
- Daniel Hendler : Sergio
- Rafael Federman : Alejo
- Valeria Lois : Inés
- Gloria Demassi : Hilda
- Teo Inama Chiabrando : Martín
- Simón Goldzen : Enano
- Eithán Bulacio : Bebé
- Alejandro Pinnejas

## Distinctions
Le film a reçu le Gran Coral, le prix du meilleur scénario et le prix de la meilleure actrice pour Erica Rivas au Festival international du nouveau cinéma latino-américain de La Havane. Le film a représenté l'Argentine à l'Oscar du meilleur film en langue étrangère, mais n'a pas été nommé.